# Rondo brillant
Le Rondo brillant, op. 62, surnommé « La gaieté », est une œuvre pour piano de Carl Maria von Weber composée en 1819. La partition porte la référence J. 252 dans le catalogue des œuvres du compositeur établi par Friedrich Wilhelm Jähns.

## Composition
Carl Maria von Weber compose trois « pages éblouissantes » pour piano — la Polacca brillante, le Rondo brillant et l'Invitation à la danse — de juin à août 1819. L'œuvre est publiée par les éditions Schlesinger à Berlin en 1821. La partition porte les références op. 62, J. 252 dans le catalogue des œuvres du compositeur établi par Friedrich Wilhelm Jähns,.

## Analyse
Le Rondo brillant, « éclatante musique de salon » avec son surnom « La gaieté » (en mi bémol majeur, Moderato e con grazia à 
) « aux allures voltigeantes » est « pur badinage, avec le levé caractéristique de son refrain en zigzag sur une basse d'accords brisés : gammes étincelantes, octaves téméraires, arpèges et trais chromatiques — de quoi briller en société, non sans ironie, et à quelques endroits un peu de goguenardise ».

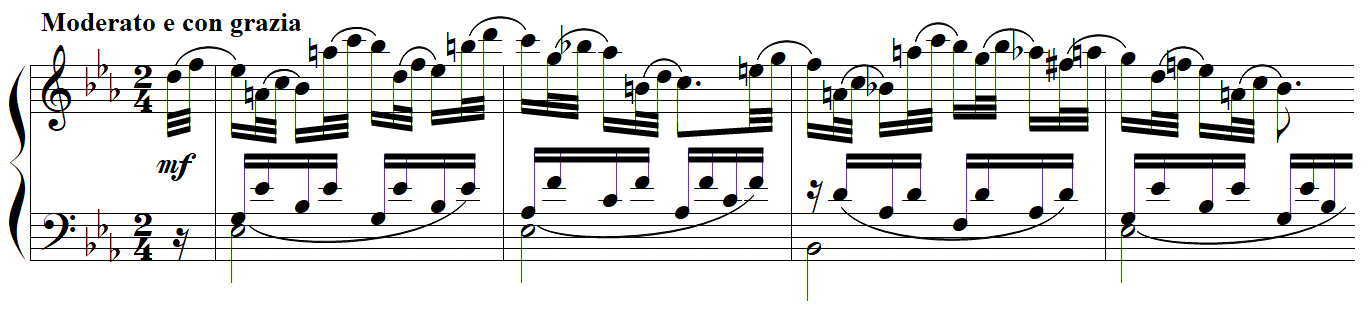
Premières mesures du Rondo brillant,.

Le Rondo et la Polacca brillante, « pièces nouvelles par la forme et l'esprit » et « destinées au simple plaisir immédiat du public », sont « des pièces d'une virtuosité pianistique si brillante que la seule impulsion semble avoir été un sentiment de délivrance et une nouvelle exubérance qui guidèrent Weber vers son instrument », dans une période difficile de sa carrière de compositeur. Le Rondo, en particulier, est un « éblouissant tour de force dans le style mondain de ses prédécesseurs » et un modèle de virtuosité romantique.

## Discographie
- Weber — Piano music vol. 4 par Alexandre Paley, CD Naxos 8.553006 (du 10 au 15 janvier 1994)[13]

### Ouvrages généraux
- Paul Pittion, La Musique et son histoire : tome II — de Beethoven à nos jours, Paris, Éditions Ouvrières, 1960, 574 p.
- Adélaïde de Place et François-René Tranchefort (dir.), Guide de la musique de piano et de clavecin, Paris, Fayard, coll. « Les Indispensables de la musique », 1987, 870 p. (ISBN 978-2-213-01639-9), p. 829-833.
- Guy Sacre, La musique pour piano : dictionnaire des compositeurs et des œuvres, vol. II (J-Z), Paris, Robert Laffont, coll. « Bouquins », 1998, 2998 p. (ISBN 978-2-221-08566-0), p. 2934-2950.

### Monographies
- Jean-Luc Caron et Gérard Denizeau, Carl Maria von Weber, Paris, Bleu nuit éditeur, 2019, 176 p. (ISBN 978-2-358-84087-3).
- Georges Servières, Weber, biographie critique, Paris, Librairie Renouard / Henri Laurens, coll. « Les Musiciens Célèbres », 1925 (non daté), 126 p..
- John Warrack (trad. Odile Demange), Carl Maria von Weber, Paris, Fayard, 1987, 480 p. (ISBN 978-2-213-01979-6).